# Aktivovaný komplex

Diagram reakčních koordinát, zobrazující aktivovaný komplex v místě s nejvyšší potenciální energií

Aktivovaný komplex je označení pro meziprodukt chemické reakce, který vzniká během štěpení vazeb a tvorby nových. Nejde o jediný definovaný stav, nýbrž o rozmezí nestabilních stavů zahrnujících shluky atomů v průběhu přeměny reaktantů na produkty. Aktivované komplexy mají částečně vlastnosti reaktantů a částečně vlastnosti produktů, což může výrazně ovlivňovat jejich chování během reakcí.
Pojmy aktivovaný komplex a přechodný stav se často navzájem zaměňují, i když označují odlišné objekty; přechodným stavem je uspořádání vyskytující se během reakce, které má nejvyšší potenciální energii, zatímco aktivovaným komplexem může být kterékoliv uspořádání v okolí přechodného stavu. V reakčních koordinátách odpovídá přechodnému stavu maximum diagramu, aktivovanému komplexu může odpovídat libovolný bod blízko maxima.
Teorie přechodného stavu zkoumá kinetiku reakcí probíhajících skrz dané přechodné stavy pomocí Gibbsovy energie aktivace.
Nejmenší množství energie potřebné k vytvoření aktivovaného komplexu a spuštění reakce se nazývá aktivační energie.. Endotermní reakce pohlcují energii z okolí a exotermní energii uvolňují, přičemž některé reakce probíhají samovolně, zatímco jiné vyžadují vnější zdroj energie.
Aktivované komplexy poprvé popsali v roce 1935 Henry Eyring, Meredith Gwynne Evans, a Michael Polanyi v rámci teorie aktivovaného komplexu.

## Rychlost reakce

### Podle teorie teorie přechodného stavu
Teorie přechodného stavu vysvětluje pozorovanou dynamiku reakcí. Založená je na předpokladu, že vzniká rovnováha mezi aktivovaným komplexem a molekulami reaktantů. Je do ní zahrnuta srážková teorie, která říká, že aby reakce proběhla, tak se musí příslušné molekuly srazit s dostatečnou energií a ve správné orientaci vůči sobě. Reaktanty se nejprve přemění na aktivovaný komplex, který se poté rozpadne na produkty. Rychlostní konstanta dané reakce je:
{\displaystyle k=K{\frac {k_{\text{B}}T}{h}}}kde K je rovnovážná konstanta, {\textstyle k_{\text{B}}} Boltzmannova konstanta, T termodynamická teplota, a h Planckova konstanta. Teorie přechodného stavu je založena na klasické mechanice; předpokládá, že se molekuly nevracejí do přechodných stavů.

### Symetrie
Aktivovaný komplex s vysokou symetrií může snížit přesnost určení rychlostní konstanty. Odchylka může být způsobena zavedením řádů symetrie do rotačních rozdělovacích funkcí reaktantů a aktivovaných komplexů. Vliv těchto chyb lze omezit vypuštěním řádů symetrie vynásobením rychlostní rovnice statistickým faktorem:
{\displaystyle k=l^{\ddagger }{\frac {k_{\text{B}}T}{h}}{\frac {Q_{\ddagger }}{Q_{A}Q_{B}}}e^{-{\frac {\varepsilon }{k_{\text{B}}T}}}}
kde statistický faktor {\textstyle l^{\ddagger }} je počet ekvivalentních aktivovaných komplexů, které se mohou vytvořit, a Q jsou rozdělovací funkce z vypuštěných řádů symetrie.